# Chiesa di Sant'Alessio (Sant'Alessio con Vialone)
La chiesa di Sant'Alessio è la parrocchiale di Sant'Alessio, capoluogo del comune di Sant'Alessio con Vialone, in provincia e diocesi di Pavia; fa parte del vicariato III.

## Storia
Dalla relazione della visita pastorale del 1576, s'apprende che l'originaria chiesa di Sant'Alessio era compresa nel vicariato di Marzano. Si sa che nel 1596 l'edificio versava in cattive condizioni e che necessitava di essere rifatto. 
La nuova parrocchiale venne edificata tra il 1618 ed il 1634; i lavori di costruzione del campanile terminarono nel 1690. Nel 1751 furono eseguiti gli affreschi delle cappelle laterali, nel 1892 venne tinteggiata la facciata e, nel 1916, si ampliò il presbiterio. Infine, nel 1920 la facciata fu ridipinta.